# Xã Wasioja, Quận Dodge, Minnesota
Xã Wasioja (tiếng Anh: Wasioja Township) là một xã thuộc quận Dodge, tiểu bang Minnesota, Hoa Kỳ. Năm 2010, dân số của xã này là 914 người.